# Mordellistena palpalis
Mordellistena palpalis es una especie de coleóptero de la familia Mordellidae.

## Distribución geográfica
Habita en México, Guatemala y Panamá.